# Lynkeus (Sohn des Aphareus)
Lynkeus (altgriechisch Λυγκεύς Lynkeús), der Sohn des Aphareus und der Arene, war in der griechischen Mythologie der jüngere Bruder des Idas. Die Bibliotheke des Apollodor nennt noch einen weiteren Bruder: Peisos. Er hatte so scharfe Augen, dass er durch Mauern blicken und ins Erdinnere schauen konnte.
Lynkeus und Idas nahmen zusammen an der Jagd auf den Kalydonischen Eber und an der Argonautenfahrt teil. Gemeinsam mit den Dioskuren, Kastor und Polydeukes, unternahmen sie einen Beutezug nach Arkadien. Später gerieten sie mit den Dioskuren in Streit, wobei Lynkeus von Polydeukes mit dem Speer getötet wurde.

## Rezeption in der Kunst
Johann Wolfgang von Goethe hat Lynkeus in seinem Faust II im dritten Akt als Verkünder der Ankunft Helenas und im fünften Akt als Zeuge der Brandstiftung von Mephisto verewigt. „Den gleichen Namen hat Goethe zwei verschiedenen Symbolgestalten zugeteilt.“ (A. Daur: Faust und der Teufel. Heidelberg 1950)